# ガーフィールド・ファン・フェスト
『ガーフィールド・ファン・フェスト』（英：Garfield's Fun Fest）は、2008年に公開されたアメリカ合衆国のアニメ映画。ジム・デイビスの漫画『ガーフィールド』を原作とした、アニメと3D-CGの合成による映画である。オリジナルビデオ時タイトルは『ガーフィールド』。

## キャスト
- ガーフィールド/ガーズーカ - フランク・ウェルカー

| スタブアイコン | サブスタブ | この項目は、まだ閲覧者の調べものの参照としては役立たない、映画に関連した書きかけの項目です。この項目を加筆・訂正などしてくださる協力者を求めています（P:映画/PJ:映画）。 |